# Наганов, Алексей Фёдорович
Алексей Фёдорович Наганов (1915—1941) — лейтенант, один из руководителей Обороны Брестской крепости в годы Великой Отечественной войны. Награждён орденом Отечественной войны I степени (посмертно, 1957).

## Биография

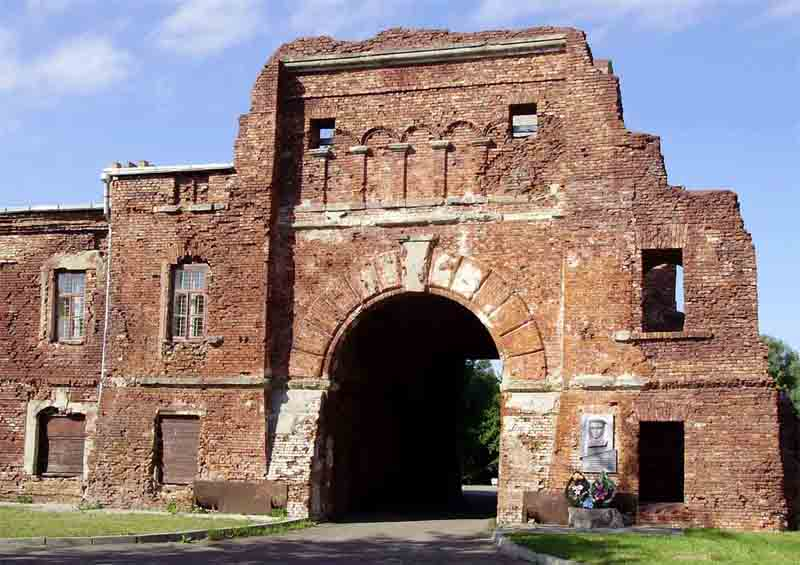
Фасад Тереспольских ворот с мемориальной доской Наганову.

Родился в 1915 году в большой крестьянской семье в селе Красная Река Старомайнского района Ульяновской области. В школе был отличником и активистом. Кроме учёбы и общественной работы, занимался спортом. Через год после окончания средней школы Алексей был призван в Красную армию. Его направили в школу младших лейтенантов, после окончания которой он продолжил военное образование в Минском пехотном училище имени Калинина. В 1940 году, его, как одного из лучших выпускников, отправили в полковую школу 333-го стрелкового полка командиром взвода в Брест. Для Алексея Наганова война началась в 4 часа утра 22 июня 1941 года в Брестской крепости. Алексей Наганов погиб в одном из первых сражений — во время обороны Брестской крепости в июне 1941 года. Он возглавил группу, стоявшую на защите направления главного удара Тереспольских ворот. Наганов держал оборону в трёхэтажной водонапорной башне над воротами. Неизвестно, сколько дней продолжалось мужественное сопротивление советских военнослужащих, но группа Наганова стояла до последнего пока брошенная бомба не обрушила башню.
Его останки были обнаружены в развалинах Брестской крепости при разборе руин в 1949 году. Урна с прахом А. Ф. Наганова была захоронена в некрополе Мемориального комплекса «Брестская крепость-герой». В его комплекс входят развалины Тереспольской башни, ныне «башня Наганова».

## Награды и память
В 1954 году улица Стахановская в городе Бресте получила новое название — улица Наганова.
В 1957 году Алексей Наганов был награждён орденом Отечественной войны I степени (посмертно).
В 1974 году перед тогдашним брестским Дворцом пионеров и школьников был установлен памятник Алексею Наганову. На двухметровом вертикальном бетонном постаменте — высеченный в гранитной полуметровой глыбе погрудный портрет А. Ф. Наганова. Памятник создал скульптор М. Манукян.

Мемориальная доска А. Ф. Наганову (Брестская крепость).

В Белорусском государственном музее истории Великой Отечественной войны хранится восстановлена специалистами из Москвы гимнастерка Алексея Наганова, снятая с останков бойца в развалинах Тереспольской башни. Обнаруженный в кармане гимнастёрки комсомольский билет героя, благодаря которому было возвращено его имя, ныне хранится в мемориальном комплексе «Брестская крепость-герой».
На внутреннем фасаде Тереспольских ворот, ныне «башня Наганова», была установлена мемориальная доска с барельефом Алексея.
В локомотивном депо Брестского железнодорожного узла есть поезд «Комсомолец Наганов».
И на родине героя, в селе Красная Река, в 1959 году напротив дома Нагановых был открыт памятник славному защитнику Брестской крепости.
В 1979 году одна из улиц Нового города Ульяновска была названа именем А. Наганова
В 2004 году по инициативе администрации Старомайнского района было принято решение о создании в райцентре Старая Майна Аллеи Героев. Здесь находится сегодня и бюст героя Брестской крепости Алексея Наганова.

## Галерея

Бюст А. Ф. Наганова (с. Красная Река).
Памятник-бюст Наганову (Ст. Майна).